# Xã Lincoln, Quận Daviess, Missouri
Xã Lincoln (tiếng Anh: Lincoln Township) là một xã thuộc quận Daviess, tiểu bang Missouri, Hoa Kỳ. Năm 2010, dân số của xã này là 108 người.